# Golfo de Çandarlı
El golfo de Çandarlı (en turco Çandarlı Körfezi), conocido en la Antigüedad clásica como golfo Elaítico o golfo de Elea (en griego antiguo: Ὲλαϊτικὸς κόλπος), es un golfo de la costa egea de Turquía, cuya entrada está entre las ciudades de Çandarlı y Foça. Al sur de la bahía se encuentra el puerto petrolero de Aliağa.
Las polis eolias principales, pertenecientes a la dodecápolis eolia, estaban en la región del golfo. Excepto Elea, las ciudades de Pitane y Mirina, al este, y las de Grinio y Cime, al sur, estaban en sus orillas.
El río Caico de los antiguos griegos (actual río Bakir) discurría a través de Lidia, Misia y Eólida, y desembocaba en este golfo.